# Георгиадис, Йоргос
Йоргос Георгиадис (греч. Γιώργος Γεωργιάδης; 14 ноября 1987, Серре) — греческий футбольный полузащитник, игрок клуба «Верия».

## Клубная карьера
Георгиадис — воспитанник ПАОК. С сезона 2005/06 начал выступать на профессиональном уровне в клубе второй по силе лиге Греции «Пансерраикос». В сезонах 2008/09 и 2010/11 выступал с клубом в главной лиге Греции, но оба раза команда финишировала в зоне вылета. Перед сезоном 2011/12 перешёл в ПАОК, сумма перехода составила 270 000 €.
С сезоном 2014/15 выступает за «Верию».

## Карьера в сборной
17 ноября 2010 года дебютировал в составе сборной Греции в товарищеской встрече с Австрией, заменив на 84-й минуте Лазароса Христодулопулоса. В 2011 году ещё дважды выходил на замену в играх сборной: в товарищеском матче с Канадой и отборочном матче к Евро 2012 против Латвии.

## Достижения
Как игрока «Пансерраикоса»:
- Бета Этники:
  - Чемпион: 2007/08 (выход в Альфа Этники)
  - Победитель плей-офф: 2009/10 (выход в Альфа Этники)

Как игрока ПАОК:
- Чемпионат Греции:
  - Второе место: 2012/13